# コイス対ウィスコンシン州事件
コイス対ウィスコンシン州事件（コイスたいウィスコンシンしゅうじけん、Kois v. Wisconsin）408 U.S. 229 (1972)は、1968年にアングラ新聞「カレイドスコープ」で、「性の詩」と題した性的な詩と2枚のヌード写真を掲載したことで訴追されていたミルウォーキーの編集者ジョン・コイスが受けたわいせつを理由とする有罪判決をアメリカ合衆国連邦最高裁判所が破棄した事件。
写真は裸の男女が座った姿勢で抱き合っているものだった。